# Six Degrés de séparation (film)
Pour les articles homonymes, voir Six degrés de séparation (homonymie).
Pour plus de détails, voir Fiche technique et Distribution.
Six Degrés de séparation (Six Degrees of Separation) est un film américain réalisé par Fred Schepisi en 1993, d'après la pièce de théâtre éponyme de John Guare.

## Synopsis
Un jeune homme parvenant à séduire une famille, se retrouve mêlée aux intrigues de la dite famille en question, tout en dénonçant les rapports de classes et la bourgeoisie américaine.

## Fiche technique
- Titre original : Six Degrees of Separation
- Titre français : Six degrés de séparation
- Réalisation : Fred Schepisi
- Scénario : John Guare d'après sa pièce de théâtre
- Producteurs : Ric Kidney (exécutif), Arnon Milchan, Fred Schepisi et Mary Pat Walsh (associée)
- Musique : Jerry Goldsmith
- Photographie : Ian Baker
- Montage : Peter Honess
- Casting : Ellen Chenoweth
- Sociétés de distribution : MGM, Maiden Movies et New Regency Productions
- Budget : 12 000 000 $
- Pays de production :  États-Unis et  Italie
- Langue : anglais et italien
- Format : couleur - 2,35:1 - Dolby stéréo
- Genre : comédie dramatique
- Durée : 112 minutes
- Dates de sortie :
  - États-Unis : 8 décembre 1993
  - Italie : 30 mars 1995
  - France : 28 juin 1995

## Distribution
- Stockard Channing (VF : Frédérique Tirmont) : Ouisa Kittredge
- Will Smith (VF : Olivier Jankovic)[2] : Paul
- Donald Sutherland (VF : Bernard Tiphaine) : « Flan » Kittredge
- Ian McKellen : Geoffrey Miller
- Mary Beth Hurt : Kitty
- Bruce Davison (VF : Michel Le Royer) : Larkin
- Richard Masur (VF : Michel Tugot-Doris) : le Dr Fine
- Anthony Michael Hall (VF : Chris Bénard) : Trent Conway
- Heather Graham (VF : Rafaèle Moutier) : Elizabeth
- Eric Thal (en) (VF : Pierre-François Pistorio) : Rick
- Anthony Rapp (VF : Tony Marot) : Ben
- Osgood Perkins (VF : François Pacôme) : « Woody » Kittredge
- Catherine Kellner (VF : Sylvie Jacob) : « Tess » Kittredge
- Jeffrey Abrams (VF : Damien Boisseau) : Doug
- Joe Pentangelo : l'officier de police
- Lou Milione (VF : Louis Arbessier) : l'arnaqueur
- Brooke Hayward Duchin : Connie
- Kelly Bishop (VF : Pascale Jacquemont) : Adele
- John Cunningham (VF : Jean-Pierre Denys) : John
- Vasek Simek (VF : André Valmy) : Frank, le portier
- Chuck Close (VF : Michel Fortin) : Andy
- Daniel Von Bargen (VF : Sylvain Lemarié) : le détective
- Kitty Carlisle Hart (VF : Nathalie Nerval) : Mme Bannister
- Cleo King (VF : Ninou Fratellini) : l'inspectrice Price